# رضویه (بخش مرکزی مشهد)
رضویه یا قلعه سیاه روستایی در دهستان میان ولایت بخش مرکزی شهرستان مشهد استان خراسان رضوی ایران است.

## جمعیت
بر پایه سرشماری عمومی نفوس و مسکن در سال ۱۳۹۵ جمعیت این روستا ۱٬۰۶۶ نفر (۲۸۵خانوار) بوده‌است.